# Jordi Sir
Jordi Sir (en llatí Georgius Syrus, en grec antic Γεώργιος Συρος) va ser un oficial romà d'Orient a qui l'emperador Justinià II va enviar amb uns quants vaixells i uns 300 soldats, a la ciutat de Quersonès, al Quersonès Tàuric, ciutat on els habitants s'havien revoltat, l'any 711.
Jordi i els seus acompanyants van ser admesos a la ciutat però una vegada dins va morir assassinat. El seu lloctinent Joannes va morir amb ell, i els soldats van ser fets presoners, segons Teòfanes el Confessor.